# Света Марина (Смилевич)
„Света Марина“ (на сръбски: Храм св. Марине) е възрожденска православна църква във вранското село Смилевич, югоизточната част на Сърбия. Част е от Вранската епархия на Сръбската православна църква.
Църквата е осветена от митрополит Виктор Нишки.
Въ архитектурно отношение църквата е проста еднокорабна сграда с петостранна апсида отвън на изток. Входът е от запад, засводен с двойна врата. Над него има плитка, полукръгла ниша с икона на патрона Света Петка, а вляво от нея релефно изображение на змей с отворени челюсти, сходен с тези на иконостаса. Над нишата има втори каменен релеф с кръст и над него змея. Вдясно от входа е ктиторският надпис, който гласи: „Во имја Оца и Сина и Свјатаго Духа овај храм Свету Параскеву подигоше побожни хришћани парохије смиљевачке заузимањем јереја Стоиљка Поповића. Освети се од православног епископа нишког Виктора 15 августа 1878. године. Написао Стојадин Стојановић из Градцу.“.
Иконостасът с 28 икони е изписан в 1875 година от видния дебърски майстор Зафир Василков. Подписът му и годината са на престолната икона на Света Богородица с Христос. Кръстът на иконостаса е поставен по-късно, като от оригиналното подножие на кръста остават само змейовете.
На импровизираната камбанария има камбана с изображение на Разпятие Христово и надпис: „Радионица Ђорђа Бота и синови му у Вршцу – У славу његовог Величанства Краља Милана Првог и његовог Преосвештенства епископа Нишког г. Виктора звоно ово заузимањем пароха Смиљевачког Стоиљка Поповића поклања цркви преподобне Параскеве добровољним прилогом народ општине Смиљевачке и Дреновачке 1882.“